# Van Der Mark
Van Der Mark (Voorheen Van Der Marck) is een geslacht waarvan familieleden in het verleden verschillende bestuurlijke en ambachtelijke functies hebben vervuld in de stad Leiden en omgeving.

## Enkele telgen
- Jeroen Cornelisz Van Der Marck (1608-?) lid van de veertigraad te Leiden
  - dr. Johannes Jeroensz Van Der Marck (1643-1694) burgemeester van Leiden, doctor in de medicijnen
    - Aegidius Johansz Van Der Marck(1680-1731) kapitein van de burgerij, burgemeester van Leiden
      - mr. Johan Aegidiusz Van Der Marck (1707-1772) burgemeester en hoofdofficier te Leiden, bewindhebber WIC te Amsterdam, rentmeester van 's Lands Universiteit te Leiden

- Jan Pietersz Van Der Marck (1640- ?) eigenaar van een steenplaats te Alpherhoorn en tevens schepen te Alphen aan den Rijn
  - Jan Pieters Van Der Marck (1699-1764) ondermeester op de steenplaats aan de Hoge Morsch en schout van de heerlijkheid Oegstgeest
    - Pieter Van Der Mark (1731-1809) schout van de heerlijkheid Oegstgeest X Meinsje van Konijnenburg (1738-1825) (lid van de familie Van Konijnenburg)
      - Johannes Zacharias Van Der Mark (1794-1882): rijksambtenaar en lector in de wis- en zeevaartkunde aan het Gymnasium koning Willem III te Batavia.
        - ds. Pieter Van Der Mark (1796-1877) predikant te Beuningen
          - drs. Meinardus Johannes Van Der Mark (1837-1871) apotheker van beroep te Beuningen
            - Pieter Van Der Mark (1849-1922) rijksambtenaar bewaarder der hypotheken en kadaster te Appingedam, later te Amersfoort